# Дуран, Профиат
Профиат Дуран, прозванный мэтр Профиат (Maestre Profiat), а также Эфоди (Efodi или Efodaeus; от начальных букв слов אני פרופײט דוראן; настоящее имя Исаак бен-Моисей Галеви; после 1350 — ок. 1415) — еврейский философ, грамматик, критик и историк XIV—XV веков в королевстве Арагон.

## Биография
Родился после 1350 года либо в Перпиньяне, где жил много лет, либо в одном из городов Каталонии (родители происходили из Южной Франции). Посещал талмудическую школу в Германии, но рано стал изучать философию и другие науки, вопреки запрету учителей. Позже был учителем в семье Крескаса; во время кровавых преследований 1391 года его заставили принять христианство.

### Сатира «Нe будь, как предки твои»
С целью вернуться обратно в еврейство он условился со своим приятелем Давидом Бонетом Бонгороном (David Bonet Bonjourno) эмигрировать в Палестину, однако получил от Бонгорона письмо, в котором тот сообщал, что под влиянием усиленных убеждений ренегата Павла Бургосского он решил остаться верным новой религии, и увещевал Дурана последовать его примеру.
Ответом Дурано было знаменитое сатирическое послание (ок. 1396 г.), названное по часто повторяющемуся припеву «Al tehi ka-Abotecha» (нe будь, как предки твои), в котором Дуран критиковал христианство, приводя в шутку ряд доводов, чтобы удержать приятеля в католической вере, и много едких сарказмов в сторону Павла Бургосского. Под конец Дуран заговорил серьёзно и сделал приятелю ряд довольно резких замечаний. Послание было распространено в рукописных копиях доном Меиром Алгуадесом. Католики, называя его «Alteca Boteca», толковали в свою пользу, а когда узнали его фактическое значение, сожгли публично. Послание было напечатано впервые, с комментарием Иосифа бен-Шем-Тоб и введением Исаака Акриша, в Константинополе (1554) и переиздано А. Гейгером в «Mеlo Chofnaim» (1840).

### Критика христианства «Позор народов»
Полемическое сочинение «Позор народов» («Кеlimat ha-Gоjim») — критика Дураном догматов христианства, написанная им в 1397 г. по просьбе Хасдаи Крескаса, которому она и посвящена.

### Грамматика еврейского языка
Главный труд Дурана, высоко ценившийся христианами и евреями — философская и критическая грамматика еврейского языка «Маасе эфод», с введением, в 33 главах (закончена в 1403 г.). Целью было не только познакомить современников с грамматикой, но и опровергнуть ошибки, распространённые другими грамматиками. Он часто цитирует как выдающегося специалиста, неизвестного впрочем, Самуила Бенвенисте.

### Другие труды
Дуран был знаком с философией Аристотеля в толковании арабских мыслителей, что видно из его синоптического комментария на «Путеводитель растерянных» Маймонида.
Дуран составил:
- календарь в 29 частях «Chescheb ha-Efod», посвящённый Моисею Царцалу[англ.], врачу Энрике III Кастильского (1395);
- надгробную речь в память Авраама бен-Исаак ха-Леви из Героны (вероятно, родственника);
- письма с респонсами к ученику Меиру Крескасу;
- 2 экзегетических трактата ко многим главам II кн. Самуила;
- объяснение религиозной праздничной поэмы Ибн-Эзры (напечатано в коллекции «Taam Zekenim» Элиезера Ашкенази; 1854);
- решение известной загадки Ибн-Эзры о безгласных буквах еврейского алфавита (цитируется Иммануилом Бенвенуто в его грамматике «Liwjat Chen», Мантуя, 1557, без упоминания Дурана);
- много объяснений известного комментария Ибн-Эзры к Пятикнижию.

В не сохранившемся произведении «Zichron ha-Schemadoth» Дуран дал историю еврейского мученичества, начиная с разрушения храма. Грец доказал, что это сочинение было использовано историками Самуилом Уске и Ибн-Вергой (XV век).